# Calçot de Valls

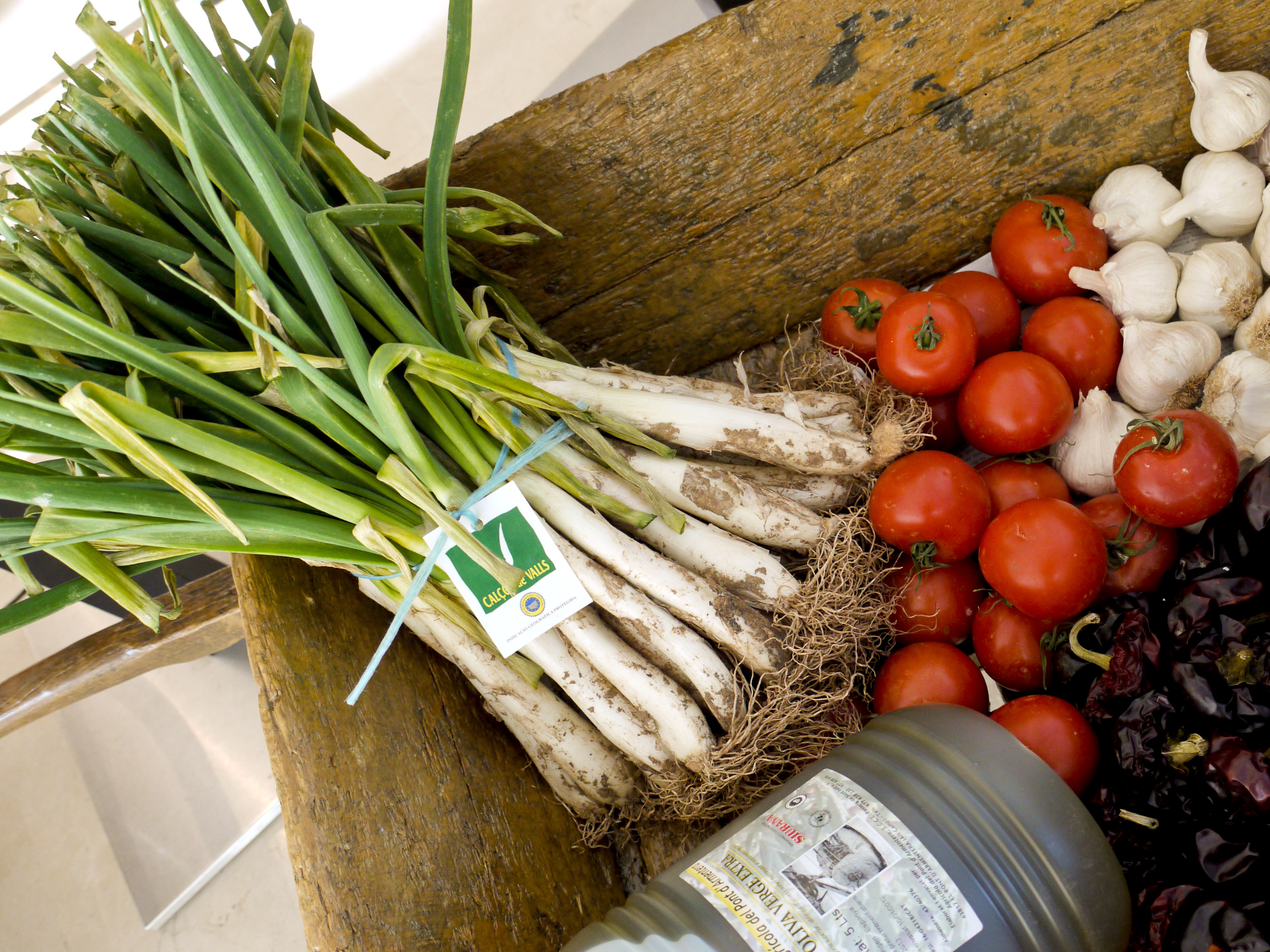
Calçots de Valls

El Calçot de Valls és un aliment típic de la rodalia de Valls, que ha sigut reconegut com a IGP (Indicació Geogràfica Protegida) pel Departament d'Agricultura, Ramaderia i Pesca de la Generalitat de Catalunya el dia 31 de març del 1995. A partir d'aquesta data, el Calçot de Valls aconsegueix un reconeixement adequat per la qualitat d'aquest producte. L'àrea de producció del Calçot de Valls està constituïda per terrenys ubicats als termes municipals de les comarques de l'Alt Camp, el Baix Camp, el Tarragonès i el Baix Penedès. Només es podran acollir-se a la IGP, aquells calçots que compleixin els requisits de la legislació vigent.

## Història

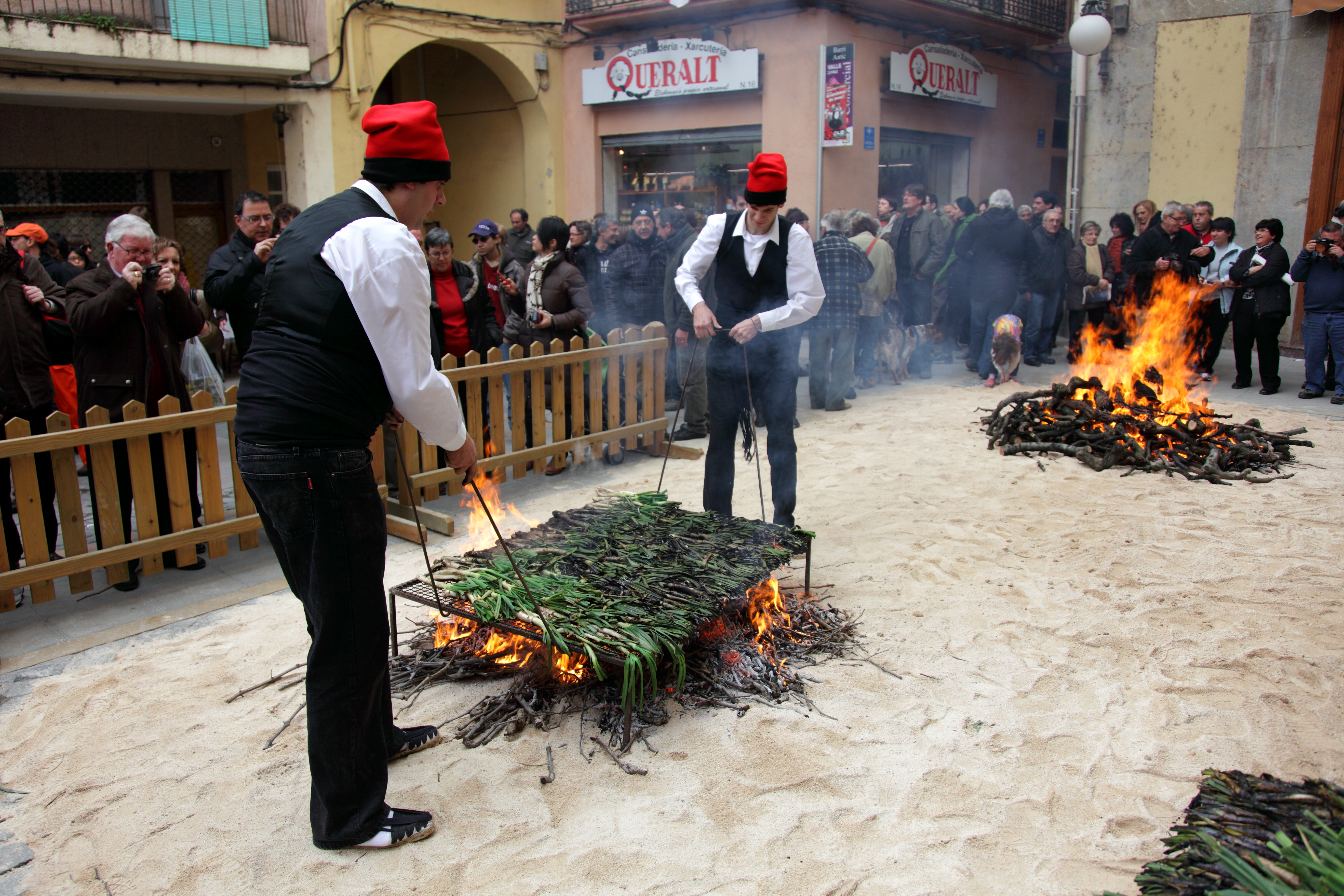
Calçotada a Valls (Catalunya)

### Descobriment
El descobriment del calçot s'atribueix a Xat de Benaiges, un camperol de Valls, que a finals del segle xix va convertir el bulb d'una ceba blanca en la base d'una tradició que amb el temps s'ha convertit en un dels esdeveniments més celebrats de la gastronomia catalana, fent de Valls la capital del calçot. Xat de Benaiges va agafar un parell de cebes brotades i les va posar a les brases de la flama. En aquell moment, i sense saber-ho, va descobrir les excel·lències dels calçots. A començaments del segle xx els calçots ja s'havien convertit en un menjar habitual de moltes famílies de Valls durant els dies festius a les seves vinyes o horts. Els calçots es consumeixen habitualment, durant els mesos de gener, febrer i març, rostits, a la flama de foc de llenya habitualment amb sarments de vinya, acompanyats d'una salsa característica anomenada "salsa de calçot".
Segons la tradició, els calçots no s'han de menjar mai en solitud, ja que la seva degustació forma part d'un ritual col·lectiu de festa i alegria celebrat a l'aire lliure. Aquest costum té fins i tot un nom: la calçotada.

### Expansió
No va ser fins a l'any 1946 que el calçot va començar a ser conegut més enllà dels límits de la comarca de l'Alt Camp, gràcies a la divulgació que van fer la penya artística l'Olla, a través de les seves trobades humorístiques. Amb el pas del temps, l'augment del cultiu d'aquesta hortalissa i la seva difusió, va originar que La festa del calçot de Valls, que l'any 1996 va complir 100 anys, es fes fins i tot més popular, consolidant-se com a tal el 1982, després que el Congrés de Cultura Catalana recuperés les principals dades històriques de l'acte. D'aquesta forma, cada últim diumenge de gener a la localitat de Valls, se celebra una "calçotada", festa lúdica i gastronòmica que en les últimes dues dècades ha aconseguit una participació molt important de visitants. Tres són els concursos que es desenvolupa durant el dia de la festa, amb el calçot com a protagonista: Concurs de cultivadors de calçots, Concurs de salsa de la "calçotada" i Concurs de menjadors de calçots.
El prestigi i reputació dels calçots de Valls i de les "calçotades" són coneguts àmpliament a tot el territori espanyol i especialment a Catalunya. El 1998 es va celebrar a Valls el I Congrés de la cuina del calçot, en el qual prestigiosos gastrònoms o restauradors com Llorenç Torrado i Valls, Josep M. Gatell i Batalla, Salvador Sàez i Marquita, Roc Aneas i Oller, Joan Pedrell i Font, Carles Vallué i Saltó van presentar diverses ponències lloant-ne el valor gastronòmic.

### Inscripció a la UE i normativa

Logotip IGP Calçot de Valls

Producte inscrit al Registre Comunitari previst al REGLAMENT (CE) núm. 905/2002 de la Comissió, de 30 de maig de 2002
Només podran acollir-se a la Indicació Geogràfica Protegida "Calçot de Valls" els "calçots" tendres i frescos que compleixin amb el reglament de l'IGP i reuneixin les característiques de la Categoria I, definides en la norma de qualitat vigent en aquesta matèria. Els calçots que no corresponguin a la campanya de l'any en curs, entenent que la campanya s'inicia l'1 de novembre i acaba al final del mes d'abril de l'any següent, no seran admesos en aquesta IGP.

## Descripció
Es denomina Calçot a cada un dels brots d'una ceba blanca totalment desenvolupada i que ha estat replantada al terreny. Aquests brots a mesura que van creixent es van calçant, és a dir, es cobreixen els costats de terra per blanquejar la seva base, que és la part que es consumeix. Això provoca que la part enterrada sigui molt tendra i d'un gust i una dolçor característics. Els calçots protegits amb la Indicació Geogràfica "Calçot de Valls", corresponen exclusivament als brots dels bulbs de l'espècie Allium cep procedents de la varietat Blanca Gran Tardana de Lleida. Aquesta varietat destaca especialment per la seva dolçor i pel nombre i la mida dels calçots obtinguts per ceba, habitualment de 4 a 7. Les pràctiques o tècniques de cultiu utilitzades en els calçots emparats per aquesta IGP (descrites en els successius apartats), junt amb l'aigua, el terra i el clima de la zona geogràfica on es produeixen, atorga als calçots unes característiques morfològiques i organolèptiques diferenciades.
Varietat Blanca Gran Tardana de Lleida
- Característiques morfològiques
  - Fullatge: Vegetació molt vigorosa, dreta, de color verd blavós. Gran quantitat de fulles. Tipus de coll gruixut.
  - Bulb: Forma entre cònica i piriforma. Mida gruixuda de 8-10 cm de diàmetre. Color de les túniques externes blanc. Color de la carn blanc i amb túniques internes gruixudes, amb un pes aproximat d'entre 250 i 350 grams.

- Característiques agronòmiques: Cicle de cultiu tardà. Poca sensibilitat a la pujada a flor el primer any. Permet sembres des de setembre fins a març, sobretot si és per recollir en verd. Es considera una varietat de dia intermedi, encara que la seva resistència a espigar-se fa que la seva època de cultiu pugui allargar-se. Conservació del bulb sec mitjana-baixa.

- Característiques físiques: Forma cilíndrica, sense engruiximent dels primers 5 cm de la base. Longitud total d'entre 35 i 50 cm (longitud de base blanca: de 15 a 25 cm i de les fulles d'entre 20 i 35 cm). Diàmetre mesurat a 5 cm de l'arrel d'entre 1,7 i 2,5 cm
- Característiques organolèptiques:
  - Dolçor: intensitat gran
  - Qualitat de Picant: intensitat nul·la
  - Amargor: intensitat nul·la
  - Fibrositat: intensitat de gran a molt gran
  - Consistència: intensitat gran
  - Qualitat de Cruixent: intensitat de lleugera a mitjana[1]

## Producció

### Zona geogràfica
La zona de producció dels calçots definida per la Indicació Geogràfica Protegida "Calçot de Valls", estarà constituïda pels terrenys ubicats en els termes municipals de les comarques de: Alt Camp, Baix Camp, Tarragonès i Baix Penedès que el Consell Regulador consideri aptes per a la producció de calçots segons els criteris que quedaran reflectits per escrit al Manual de Qualitat.
Llista de municipis catalans que pertanyen a IGP Calçot de Valls:
- Alt Camp: Aiguamúrcia, Alcover, Alió, Bràfim, Cabra del Camp, El Milà, El Pla de Santa Maria, El Pont d'Armentera, El Rourell, Els Garidells, Figuerola del Camp, La Masó, La Riba, Montferri, Mont-Ral, Nulles, Puigpelat, Querol, Vallmoll, Valls, Vilabella, Vila-rodona.
- Baix Camp: Alforja, Almoster, Arbolí, El Botarell, Cambrils, Capafonts, Castellvell del Camp, Colldejou, Duesaigües, La Febró, La Selva del Camp, Les Borges del Camp, L'Albiol, L'Aleixar, L'Argentera, Maspujols, Montbrió del Camp, Mont-roig del Camp, Prades, Pratdip, Reus, Riudecanyes, Riudecols, Riudoms, Vandellòs, Vilanova d'Escornalbou, Vilaplana, Vinyols i els Arcs
- Tarragonès: Altafulla, Constantí, Creixell, El Catllar, El Morell, Els Pallaresos, La Nou de Gaià, La Pobla de Montornès, La Riera de Gaià, La Secuita, Perafort, Renau, Roda de Barà, Salomó, Tarragona, Torredembarra, Vespella de Gaià, Vilallonga del Camp, Vila-seca.
- Baix Penedès: Albinyana, Banyeres del Penedès, Bellvei, Bonastre, Calafell, Cunit, El Vendrell, La Bisbal del Penedès, L'Arboç, Llorenç del Penedès, Masllorenç, El Montmell, Sant Jaume dels Domenys, Santa Oliva

La zona d'elaboració i envasament coincideix amb la zona de producció. La superfície de cultiu del calçot està molt repartida per la zona, amb explotacions de petita superfície d'entre 0,25 i 3 hectàrees. Aquesta superfície ocupa actualment un total de 125 hectàrees, repartides per comarques de la següent manera: Baix Camp: 48 ha Alt Camp: 42 ha Tarragonès: 30 ha Baix Penedès: 5 ha.

### Orografia
Els sòls agrícoles de la zona productora de calçot normalment s'assenten sobre una roca mare calcària. En molts casos es tracta de terres profunds, però incipients, carbonatats i poc orgànics. Presenten un horitzó superficial ocrós i un horitzó de profunditat indicatiu d'un sòl d'alteració moderada, poc desenvolupat. En el cas del cultiu del calçot, en tractar-se de regadiu, freqüentment es localitza en terres al·luvials, al llit dels rius o torrents, on hi ha un terra més profund i més ric en matèria orgànica.

### Clima
La zona de producció del calçot s'integra dins del tipus climàtic mediterrani marítim i es localitza en una franja litoral que recorre la província de Tarragona de nord a sud. El règim de
temperatures és suau, amb una temperatura mitjana anual de 16oC, i l'estació sense gelades és major de nou mesos. Les precipitacions presenten mitjanes anuals inferiors a 576 mm, amb un màxim a la tardor i un altre de marcat a la primavera.
Les oscil·lacions dels valors mitjans de les variables climàtiques per a aquesta zona són: 
- Temperatura mitjana anual ....................................15,7-16,8 °C
- Temperatura mitjana de les màximes.....................19,0-21,7 °C
- Temperatura mitjana de les mínimes ..................... 10,8-12,9 °C
- Durada de període sense gelades ......................... 9-11 mesos
- Precipitació mitjana anual ...................................... 478-575 mm

El factor climàtic més limitant en el cultiu del calçot està determinat per la durada del període lliure de gelades, sent inviable el seu cultiu en aquelles zones on les gelades són persistents a l'hivern

### Obtenció del producte
Els calçots de la varietat autoritzada es conreen en plantacions inscrites. El marc de plantació de la ceba és aproximadament de 0,5m x 0,3m, i s'obtenen de 4 a 7 calçots per bulb. El procés de cultiu d'aquest producte comença quan es sembra la llavor de la ceba blanca durant els mesos d'octubre, novembre i desembre. Una vegada ha germinat la llavor, quan ha crescut i s'ha desenvolupat prou, s'arrenca del planter i es planta a la terra. Quan ha crescut suficient i apunta el cap com una ceba normal es torna a arrencar, això sol ocórrer amb l'arribada de l'estiu; es guarda durant unes setmanes, encara que, tallant la part superior i es torna a plantar, procurant que quedi mig enterrat, apuntant únicament la part blanca a l'exterior. Cal esperar, a partir d'aquest moment, que els brots de ceba creixin. En el moment en què els brots mostren indicis de creixement es procedeix a dipositar terra al voltant de la base a fi de blanquejar-la. Aquesta operació es repeteix 2 o 3 vegades a mesura que van creixent els brots. Cal deixar-los créixer fins que adquireixin la mesura convenient. Una vegada finalitzada l'operació es comprovarà que el procés d'obtenció del calçot ha durat un any.

### Collita
La collita es realitzarà quan l'estat de maduresa dels brots procedents del bulb sigui l'adequat, amb la major cura i rapidesa possible, per aconseguir una millor conservació i qualitat del producte. Els brots se separen individualment de la mata, una vegada arrencats del terra. Una vegada recollits els "calçots" se sotmeten als processos següents:
- Classificació: Per tenir partides homogènies que satisfacin el gust de les diferents destinacions.
- Control de qualitat extern: Operació encaminada a garantir que els manats siguin correctes quant al nombre de calçots que els forma, absència de calçots amb defectes o de matèries estranyes.
- Condicionament: Es realitzarà en manats de 25 o 50 unitats de calçots, lligats amb una cinta de color blau fabricada exclusivament per a aquesta Indicació Geogràfica Protegida.
- Etiquetatge: A la cinta blava abans esmentada s'afegeix una etiqueta numerada amb el logotip de l'IGP. Les etiquetes seran numerades i expedides pel Consell Regulador, i es col·locaran als locals inscrits sempre de manera que no en permeti una nova utilització. Hi figurarà obligatòriament: Indicació Geogràfica Protegida "Calçot de Valls", a més de les dades que amb caràcter general es determinin en la legislació aplicable.[3]

### Comercialització
El calçot de Valls té una llargada de cama blanca de 15 a 25 cm i un diàmetre, mesurat a 5 cm de l'arrel, entre 1,7 i 2,5 cm. Es comercialitza condicionat en feixos de 25 i 50 unitats lligades amb una cinta identificava proveïda d'una etiqueta numerada, aprovada pel Consell. A l'etiqueta figurarà, a més de les mencions que exigeix la legislació vigent, el nom "Calçot de Valls. Indicació Geogràfica Protegida" i el logotip de la Indicació.
Producció de calçots emparats per la IGP Calçot de Valls
| Any  | Producció (tn) |
| ---- | -------------- |
| 2008 | 500            |
| 2009 | 555            |
| 2010 | 920            |
| 2011 | 720            |
| 2012 | 750            |
| 2013 | 1.000          |